# Stichting Friese Milieufederatie
Stichting Friese Milieufederatie werd in 1972 opgericht als samenwerkingsverband van natuurbeschermings- en milieuorganisaties in Friesland en zetelt in Leeuwarden. Het is een van de provinciale milieufederaties in Nederland. Bij de Friese Milieufederatie zijn bijna veertig lokale natuur- en milieuorganisaties aangesloten.

## Doel en organisatie
De belangrijkste doelstelling is het bevorderen van duurzame ontwikkeling, milieubescherming en behoud en ontwikkeling van natuur en landschap.

## Werkzaamheden
Samen met de aangesloten organisaties zet de Friese Milieufederatie zich met actie, advies en voorlichting in voor natuur, milieu, landschap en duurzaamheid in de provincie Friesland. Verder is de federatie actief bij het oplossen van natuur- en milieuproblemen en het genereren van draagvlak voor noodzakelijk geachte milieumaatregelen.

## Aangesloten organisaties
Bij de Friese Milieufederatie zijn uiteenlopende organisaties aangesloten, die zich bezighouden met vogelstudie, voorlichting, natuurkampen, geluid en gemeentelijk milieu-, natuur-, landschap- of ruimtelijk beleid. Aangesloten zijn onder andere:
- IVN, afdeling Heerenveen e.o.; afdeling Ooststellingwerf; afdeling Súdwesthoeke; Noordoost-Friesland
- Bomenstichting
- Fryske Feriening Foar Fjildbiology
- IJsselmeervereniging
- It Fryske Gea
- Jeugd Natuur Club “The Nature Kids”
- Koninklijke Nederlandse Jagersvereniging, regio Friesland
- Koninklijke Nederlandse Natuurhistorische Vereniging; afdeling Drachten; afdeling Leeuwarden
- Milieu Aktief Skarsterlân
- Milieuplatform Leeuwarden
- Milieuwerkgroep Terschelling
- Natuur- en Landschapsvereniging 'De Wâlden, De Marren'
- St. Bomenridders
- St. Gaasterlân Natuerlân
- St. It Griene Erfgoed
- St. Milieuplatform Heerenveen e.o.